# Scheiße
«Scheiße» (альтернативные названия: «Scheisse», «Scheibe», и «Shiza»; рус. дерьмо) — песня, написанная Леди Гагой и спродюсированная RedOne для второго студийного альбома певицы Born This Way. Леди Гага и DJ White Shadow сделали короткий ремикс на этот трек для Anatomy of Change by Thierry Mugler. Леди Гага убрала часть трека.
Слово Scheiße или «Scheisse» означает «дерьмо», хотя другое альтернативное название Scheibe переводится как «диск». Часть текста песни выложил Nicola Formichetti в Твиттере.

## О песне

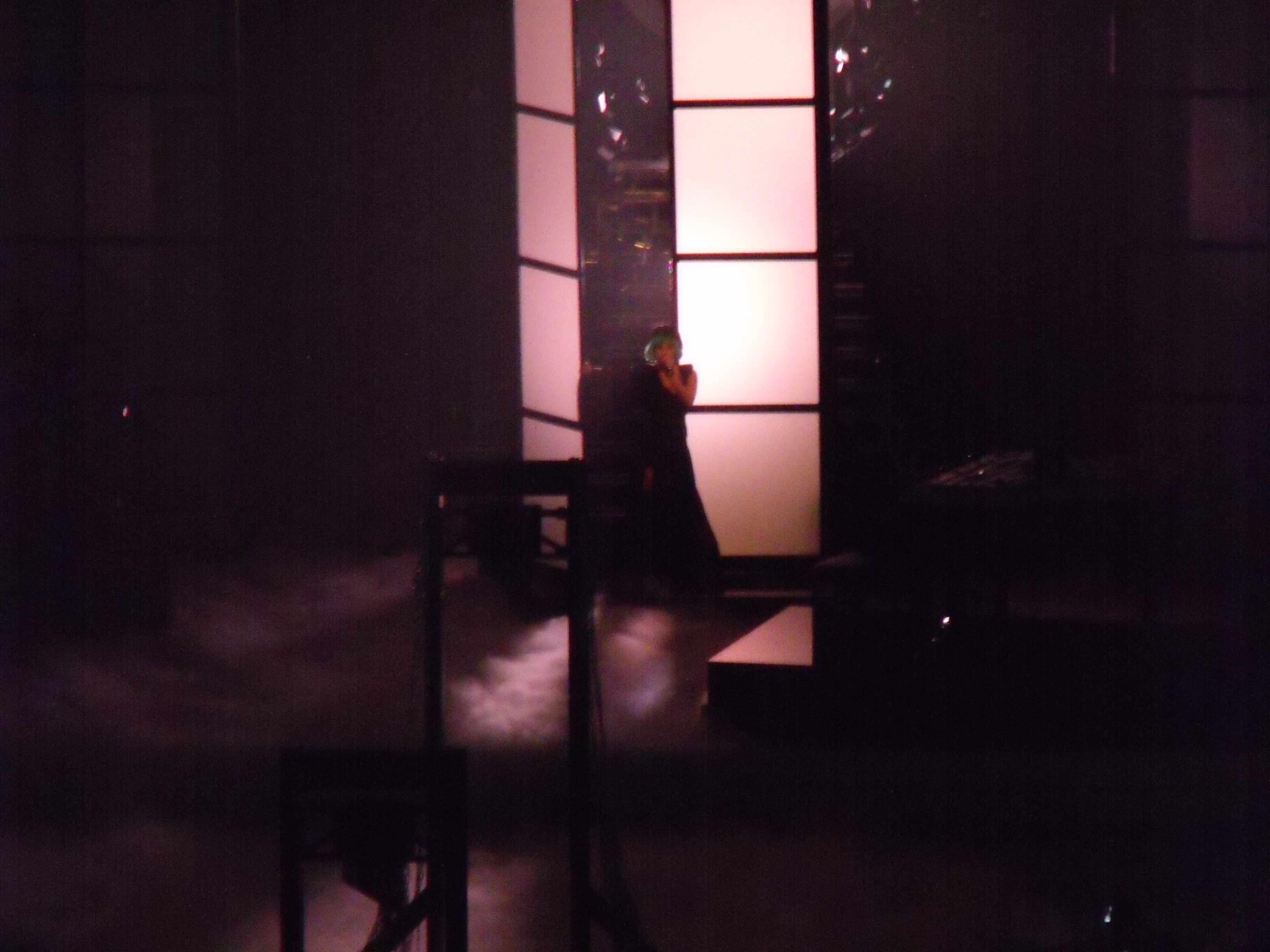
Леди Гага на «Germany Next Top-Model» исполняет «Scheiße»

Певица написала песню после похода на секс-вечеринку в Берлине. Песня о жажде быть плохой. В интервью Bild.de, Гага сказала, что текст в начале песни является "чушью", он использовался, чтобы показать «ненастоящую» сторону Германии.
Леди Гага рассказала о вдохновении на написание песни:
«Эту песню я написала сразу после того как покинула Берлин. Я была в клубе „Laboratory“ ночью, веселилась с друзьями, мы пили водку, а на следующий день я написала „Scheiße“. Имея в виду, что „дерьмо — это хорошо“. Но в то же время, оно значит кое-что другое, потому, что эта песня о том желании быть действительно сильной женщиной без всякого дерьма. Эта песня о храбрости. Это не просто слово, которое  знаю, но  люблю это слово. Оно сексуальное.»
Песня выбрана Леди Гагой для рекламы её духов «FAME».

## Живое исполнение
Впервые песню, а точнее её отрывок, Леди Гага исполнила на шоу «Germany Next Top-Model». А затем песня стала исполняться в её третьем мировом туре The Born This Way Ball Tour. Во время тура на Гага надет чёрный костюм, состоящий из брюк и чёрной короткой куртки. Сама песня имеет мощную хореографию.

## Чарты
| Чарт (2011)                           | Высшая позиция |
| ------------------------------------- | -------------- |
| Canadian Hot Digital Songs            | 67             |
| German Download Chart                 | 90             |
| South Korean Gaon Chart               | 20             |
| UK Singles Chart                      | 136            |
| US Bubbling Under Hot 100 Singles     | 11             |
| US Hot Dance/Electronic Digital Songs | 4              |